# St.-Lucas-Kirche (Scheeßel)

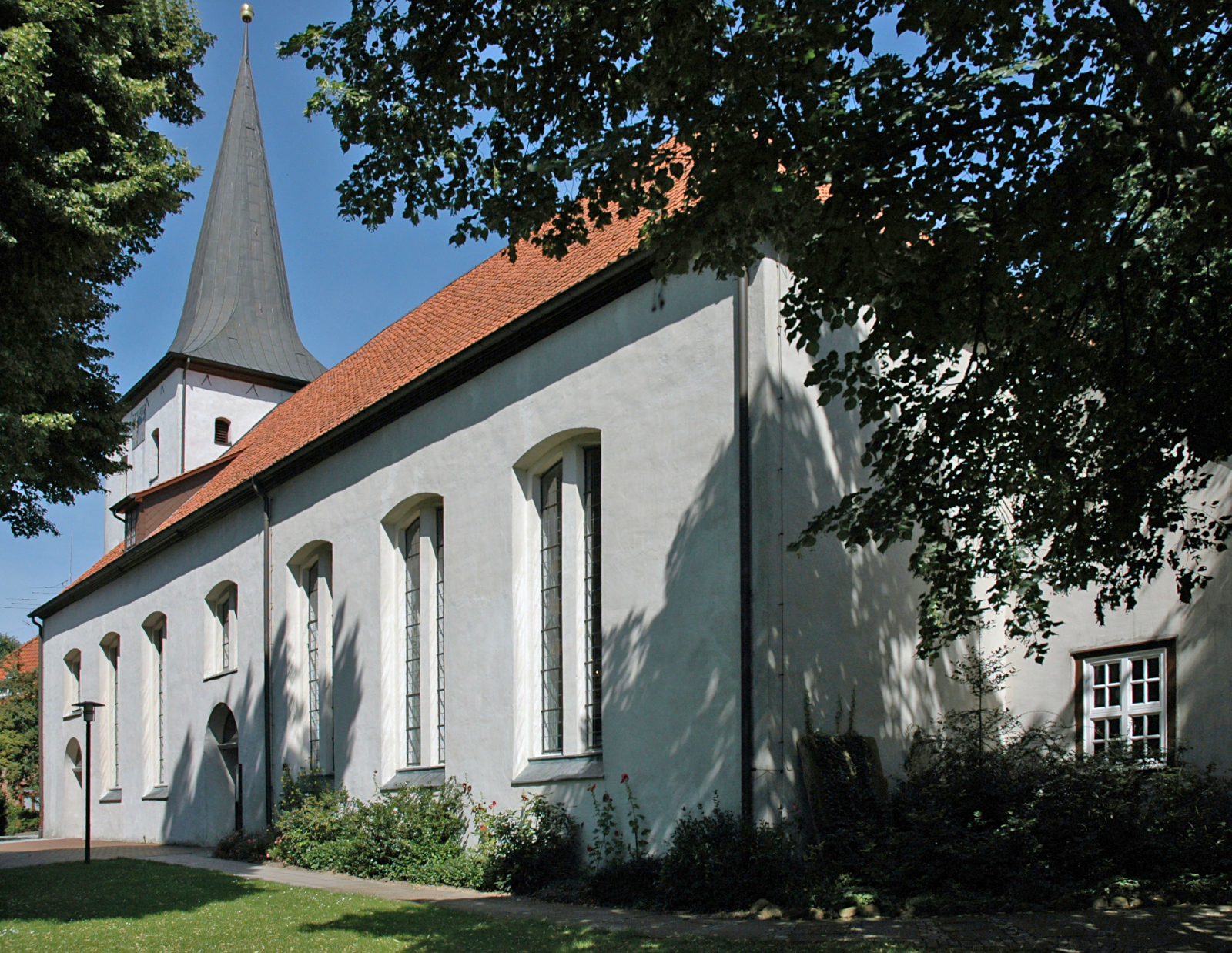
Die St.-Lucas-Kirche von Südosten (2007)

Die St.-Lucas-Kirche ist eine evangelisch-lutherische Gemeindekirche im Zentrum des niedersächsischen Orts Scheeßel im Landkreis Rotenburg (Wümme). Sie ist nach dem Evangelisten Lukas benannt.
Nachdem ein romanischer Vorgängerbau 1755 abgebrochen worden war, wurde noch im selben Jahr der Grundstein für den heutigen einschiffigen Kirchenbau mit seinem westlichen Kirchturm und dem dreiglockigen Geläut gelegt. Die Ausstattung der Kirche ist mehrheitlich im Stil des Barocks und des Rokokos gehalten.

## Beschreibung

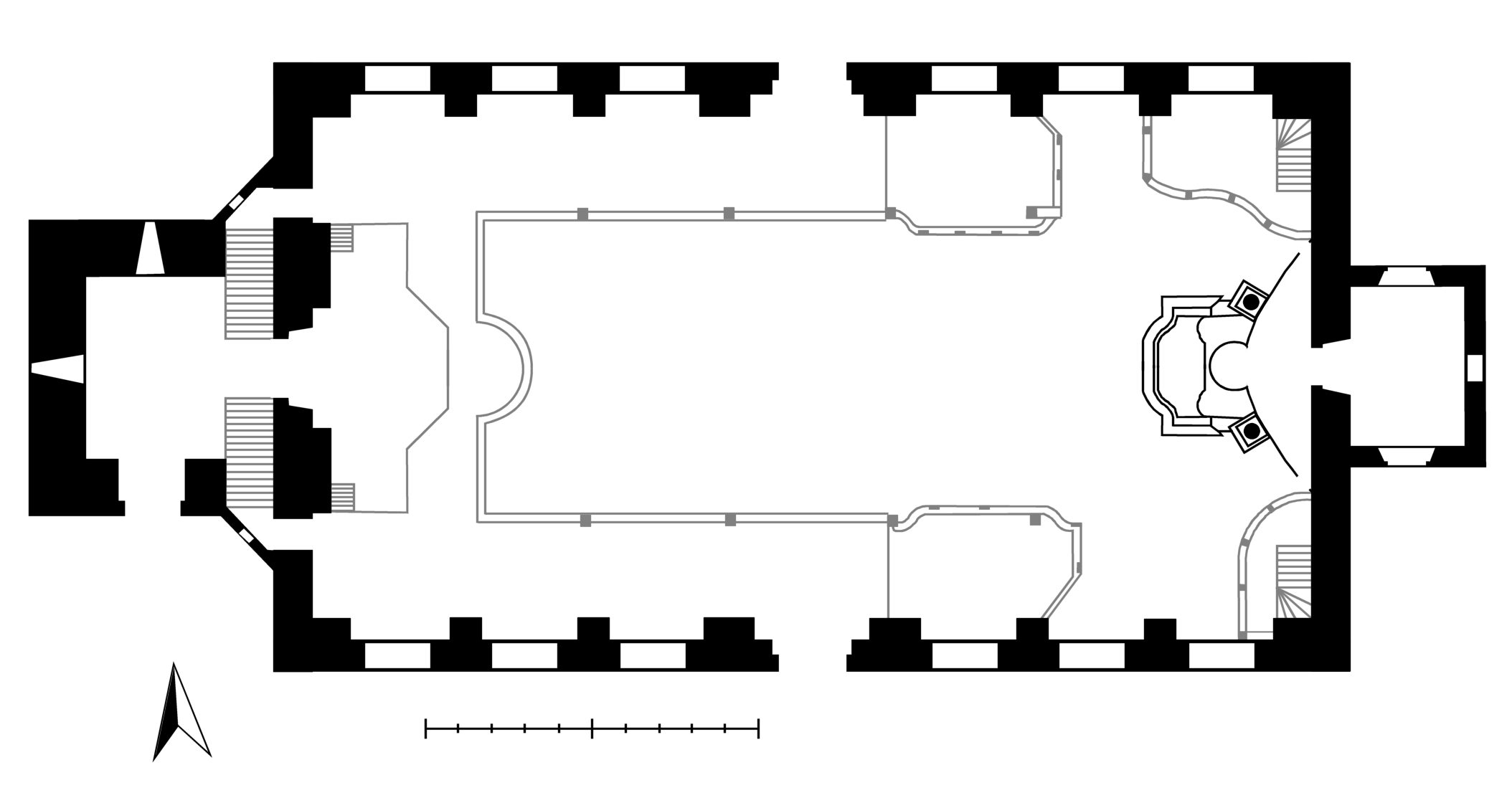
Schematischer Grundriss

### Das Äußere
Die von 1755 bis 1758 aus Feldsteinen erbaute, schlichte Saalkirche ist weiß verputzt und weist von außen keinen besonderen architektonischen Schmuck auf.
Das Kirchenschiff mit einem Grundriss von 17 × 32 Metern und abgewalmtem Ziegeldach besitzt an seinem östlichen Ende einen kleinen Sakristeianbau. Die Längsseiten weisen in ihrer Mitte jeweils ein Rundbogenportal auf, das von hohen Rundbogenfenstern mit Mittelpfeiler umrahmt wird.
Am Westende des Schiffs schließt sich ein 36 Meter hoher, quadratischer Kirchturm mit neun Metern Seitenlänge an, der durch ein rundbogiges Portal in der Südwand zu betreten ist. Er wird von einem kupfergedeckten Knickhelm mit abschließendem Windrichtungsgeber bekrönt. Sein Obergeschoss besitzt an der Nord-, Süd- und Westseite je zwei flachbogige Schallöffnungen, während das Untergeschoss lediglich schmale Lichtschlitze aufweist.
Das Erdgeschoss des Kirchturms ist über eine Tür mit dem Kirchenschiff verbunden und dient als Vorhalle. Seit Mai 1952 befindet sich dort eine Gedenkstätte aus 15 steinernen Gedenktafeln für die 437 im Zweiten Weltkrieg Gefallenen oder Vermissten des Kirchspiels Scheeßels. Von der Vorhalle führen Treppen auf die Emporen.

### Ausstattung

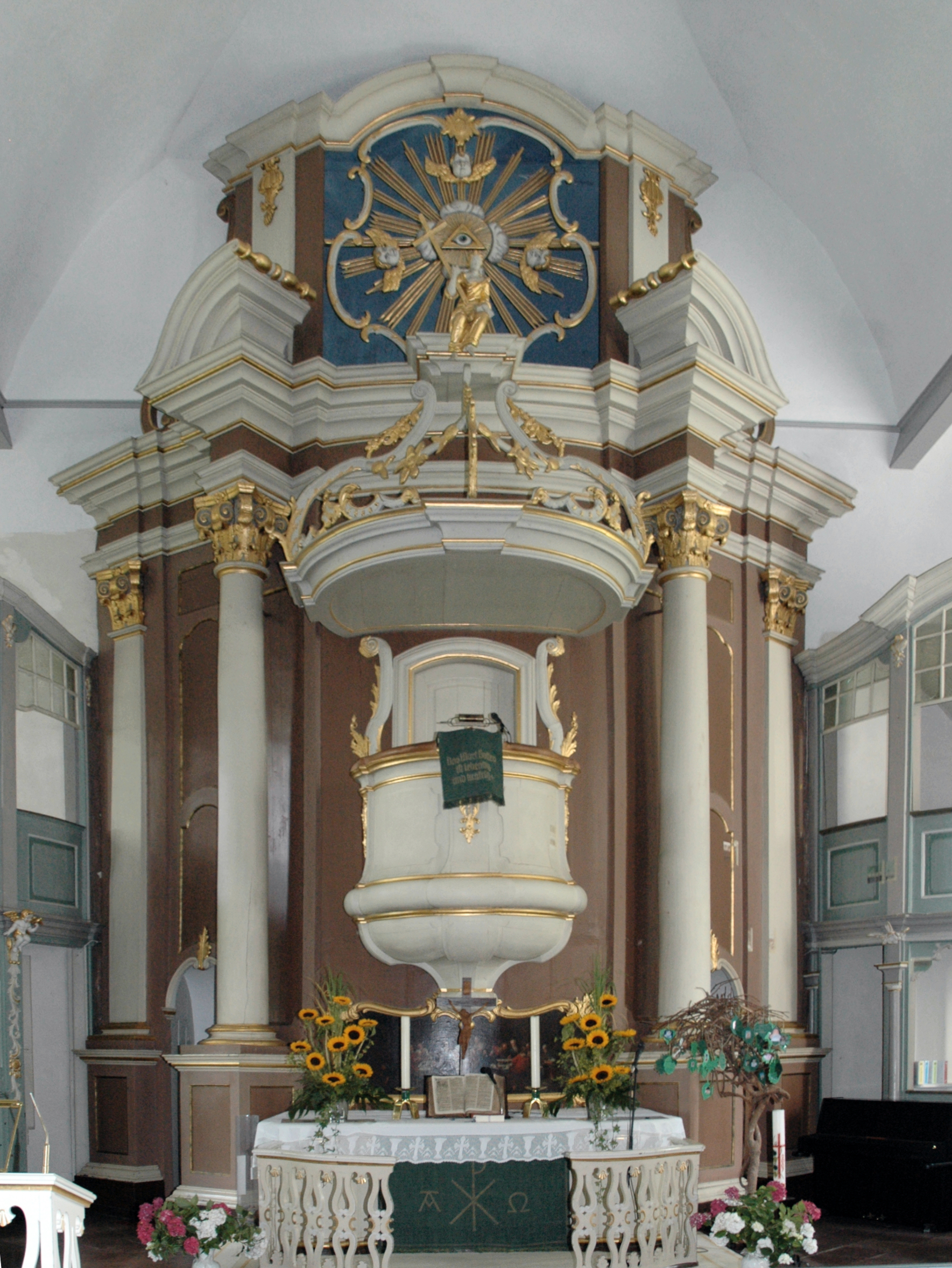
Der Altar mit Kanzel

Die St.-Lucas-Kirche bietet heute etwa 1000 Sitzplätze. Ihre Ausstattung stammt wie das Gebäude selbst aus der Mitte des 18. Jahrhunderts und ist in dem für Norddeutschland typischen Stil des Bauernbarock gehalten. Den oberen Abschluss des Kirchenschiffs bildet eine verschalte und verputzte Holzdecke mit flachbogiger Wölbung in der Mitte, die 12,70 Meter hoch ist. Sie wird von zwei Reihen hölzerner Pfeiler gestützt.
An der südlichen Längsseite der Kirche hängt das 1784 durch den Harburger Maler Niclaus Pätz gefertigte Porträt des Scheeßeler Pastors Adolph Johann von Finckh, dessen Leben und Wirken untrennbar mit der Geschichte der Scheeßeler Kirche verbunden war. Er setzte 1755 gegen große Widerstände den Bau des heutigen Kirchengebäudes durch.

#### Altar und Kanzel
Am östlichen Ende steht mittig der schlicht gestaltete Altar, über dem ein 1885 und 1955 aufgearbeitetes Gemälde mit der Darstellung des Abendmahls hängt. Darüber befindet sich die Kanzel, die über eine Treppe aus der Sakristei betreten werden kann und von zwei Säulen mit korinthischem Kapitell eingefasst ist. Gemeinsam mit zwei Pilastern tragen sie ein Gesims, in dessen Mitte sich die sitzende Statuette des Heiligen Lukas befindet. Über dem Gesims zeigt ein Halbrelief das im Barock beliebte Sinnbild des „Auge Gottes“, ein von einem Dreieck und Sonnenstrahlen umrahmtes Auge vor blauem Himmel.
Alle Schmuckelemente des Altar- und Kanzelbereichs entstammen dem Spätbarock. Die gestalterischen Einflüsse des Rokoko sind in ihnen bereits sichtbar, jedoch wurde noch die symmetrische Anordnung des klassischen Barocks befolgt.

#### Kirchengestühl

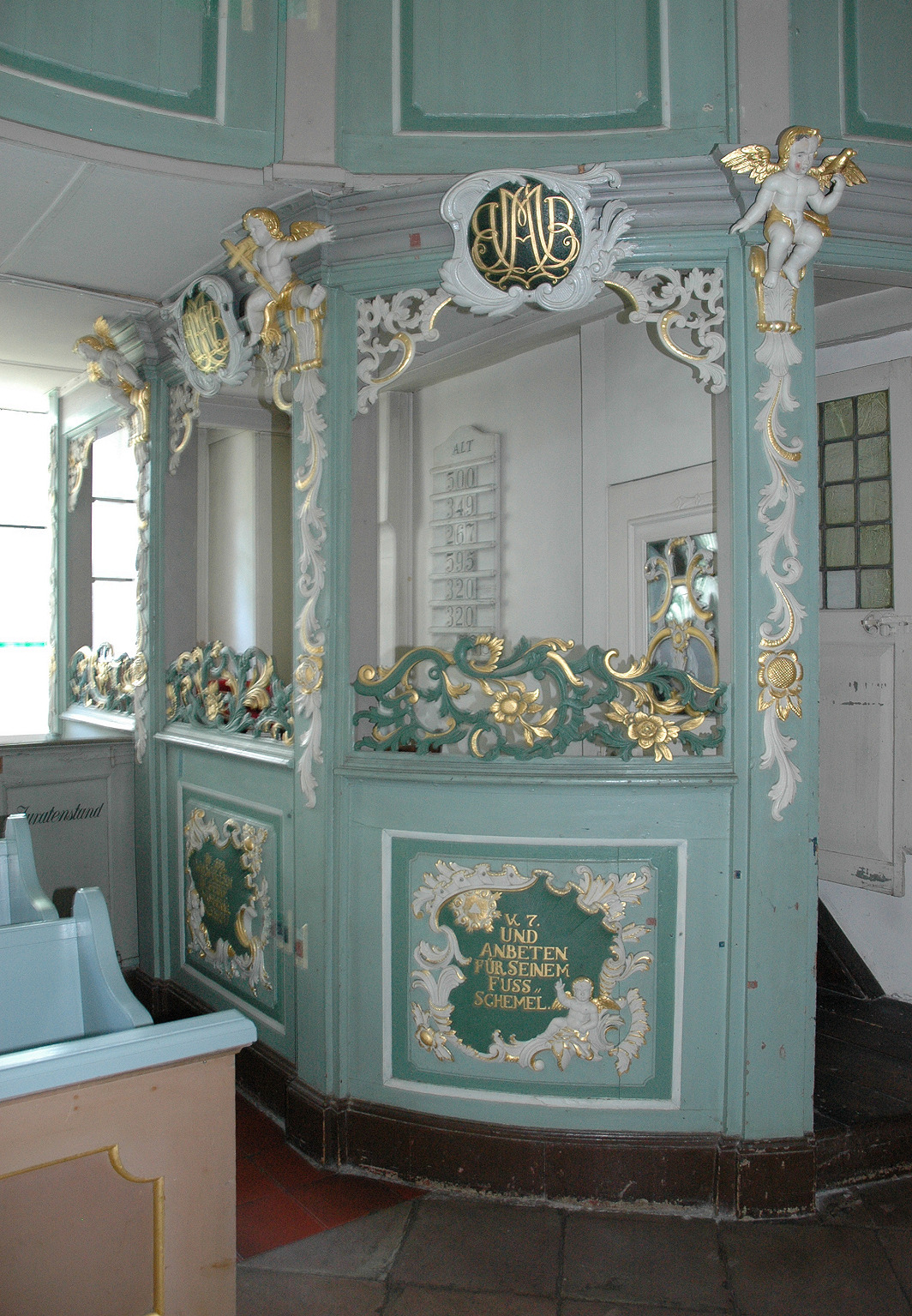
Das Rokoko-Gestühl der Scheeßeler Mühlenbesitzer

Der Altar wird an beiden Seiten von An- und Aufbauten aus Holz mit dem Gestühl ehemals höher gestellter oder einflussreicher Scheeßeler Personen flankiert. In der Nordostecke des Kirchenschiffs befinden sich zu ebener Erde die mit reichem Schnitzwerk und Kartuschen im Stil des Rokoko dekorierten Kirchenstühle der Scheeßeler Mühlenbesitzer; darüber die schlichter gehaltenen Sitzplätze der Pastorenfamilie. In der südöstlichen Ecke steht das Gestühl der Familie Fricke und der bis 1882 tätigen Scheeßeler Amtsvögte. Deren Sitzplätze waren früher mit dem Emblem des Hannoverschen Königshauses verziert. Daneben besitzt die St.-Lucas-Kirche vier weitere besonders verzierte Sitzplätze. Auf der südlichen Empore weist ein geschnitztes Wappen das Gestühl der gräflichen Familie von Bothmer aus Lauenbrück aus. Sein Pendant auf der nördlichen Empore gehörte der Familie von Fick vom Rittergut Veerse. Unter der Orgelempore am Westende des Kirchenschiffs befinden sich zudem die Kirchenstühle der Familie Stoltze und des jeweiligen Scheeßeler Küsters, der zugleich auch Organist und Schulmeister war.

#### Orgel

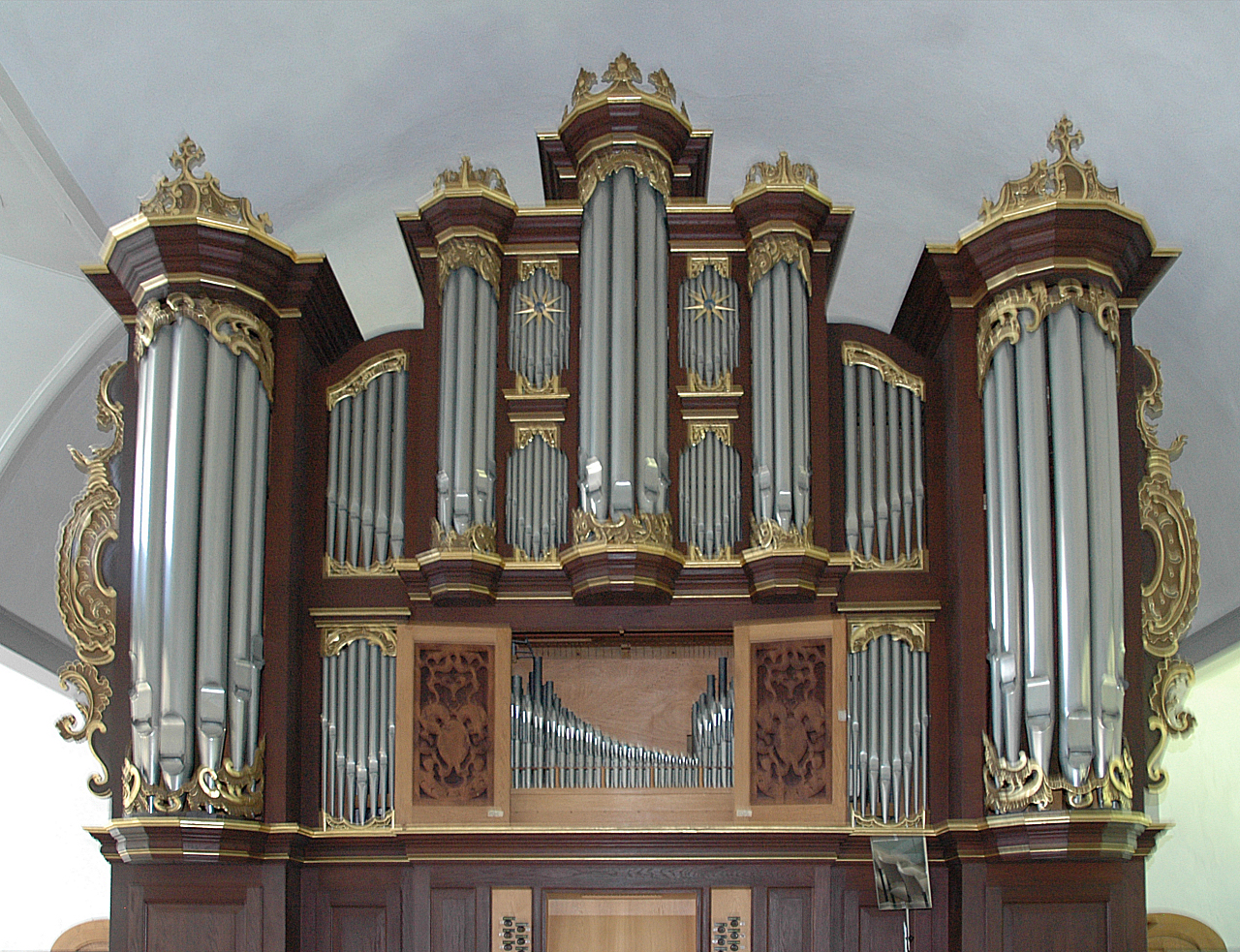
Orgelprospekt

Auf der Westempore steht die Orgel. Ihre heutige Form und Größe resultiert aus einem Umbau mit gleichzeitiger Restaurierung für etwa 200.000 DM in den Jahren 1972/73. Sie basiert auf einer Orgel aus dem Jahr 1764/65, die seinerzeit einen kleineren Vorgänger von 1757 ersetzte. Die 1765er-Orgelversion besaß zwei Manuale mit zehn Registern sowie im Brust- und Pedalwerk jeweils sechs Register.
Nach rund 30 Jahren waren durch Feuchtigkeit und Temperaturschwankungen bereits Reparaturen am Instrument nötig, mit denen ein Umbau der Orgel im Jahr 1802 einherging. Ein weiterer Umbau fand 1881 statt, bei dem die Orgel dem damaligen, romantischen Zeitgeschmack angepasst wurde.
Während des Ersten Weltkriegs mussten 1917 viele aus hochwertigem Metall bestehende Orgelteile aus dem Instrument ausgebaut und dem Militär übergeben werden. Erst nach Kriegsende konnte für sie Ersatz beschafft und wieder eingebaut werden.
1934/35 wurde die Orgel um ein Rückpositiv erweitert, das mit den Arbeiten der niederländischen Firma Vierdag 1971 aber wieder entfernt wurde. Die heutige Orgel besteht aus einem Haupt-, einem Brust- und einem Pedalwerk mit insgesamt 23 Registern auf Schleifladen. Die Trakturen sind mechanisch.
| I Hauptwerk C–f3 |              |       |  |
| 1.               | Principal    | 8′    |  |
| 2.               | Hohlflöte    | 8′    |  |
| 3.               | Octav        | 4′    |  |
| 4.               | Gedflöte     | 4′    |  |
| 5.               | Nasard       | 2 ⁄3′ |  |
| 6.               | Octav        | 2′    |  |
| 7.               | Mixtur IV-VI |       |  |
| 8.               | Trompete     | 8′    |  |

| II Brustwerk C–f3 |                 |       |
| 9.                | Gedeckt         | 8′    |
| 10.               | Principal       | 4′    |
| 11.               | Rohrflöte       | 4′    |
| 12.               | Sesquialtera II | 2 ⁄3′ |
| 13.               | Waldflöte       | 2′    |
| 14.               | Quint           | 1 ⁄3′ |
| 15.               | Scharf III      |       |
| 16.               | Regal           | 8′    |
|                   | Tremulant       |       |

| Pedal C–f1 |              |       |
| 17.        | Bordun       | 16′   |
| 18.        | Prinzipal    | 8′    |
| 19.        | Flúte        | 8′    |
| 20.        | Octav        | 4′    |
| 21.        | Rauschpfeife | 2 ⁄3′ |
| 22.        | Posaune      | 16′   |
| 23.        | Trompete     | 8′    |

- Koppeln: II/I, I/P, II/P
- Nebenregister: Zimbelstern
- Stimmung: Bach nach Kellner

#### Glocken
Das Geläut der Kirche besteht aus drei mit Ornamenten verzierten Glocken mit den Tonhöhen e, gis und h. Die kleinste und mit 6,5 Zentnern Gewicht auch leichteste von ihnen ist zugleich die jüngste. Seit Juni 1980 ist sie Ersatz für eine im Jahr 1652 gefertigte Glocke, die auch de Bingelklock genannt wird und nur 1,8 Zentner schwer ist. Sie wird immer noch in der Kirche aufbewahrt und soll zukünftig als Friedhofsglocke dienen.
Die beiden übrigen Glocken sind 100 Jahre älter und wurden 1757 von einem Hamburger Glockengießer gefertigt. Ihre unteren Durchmesser betragen 1,25 und 1,27 Meter bei einem Gewicht von 23 und 16 Zentnern.
Erst seit den 1960ern wird das Geläut über eine elektrische Anlage betrieben, zuvor wurde dies noch von Hand durch den jeweiligen Küster erledigt.

## Geschichte

### Entstehung
Vier auf dem Kirchvorplatz gefundene Opfersteine deuten darauf hin, dass der Standort der heutigen Kirche schon in vorchristlicher Zeit als Opferstätte und Thingplatz gedient hat. Das heutige Kirchengebäude besaß zwei Vorgängerbauten. Eine erste Kapelle in den Beekeniederungen stammte aus der Zeit um 805. Ihr folgte um 1150 ein romanischer Bau aus Feldsteinen etwas westlich vom heutigen Standort, der 639 Sitzplätze (384 für Männer, 255 für Frauen) bot. In einer Verdener Bistumsurkunde aus dem Jahr 1205 wird die Kirche als Scesle erstmals als Sitz eines Verdener Archidiakons urkundlich genannt. Sie besaß einen Grundriss von 28 × 10 Metern und eine innere Höhe von 7,25 Metern.
Nachdem Daniel von Wichtrich 1342 zum Bischof von Verden ernannt worden war, kam es zu Auseinandersetzungen zwischen ihm und dem Verdener Domkapitel unter Leitung des Domherrn Gottfried von Werpen aus Rotenburg ob der Rechtmäßigkeit der Bischofswahl. Im Zuge der damit einhergehenden kriegerischen Handlungen wurde nicht nur die nahe gelegene Burg Rotenburg belagert, sondern die welfischen Streitmächte des Lünebürger Herzogs Wilhelm II. besetzten und verwüsteten im Namen Bischof Daniels 1347 auch die Scheeßeler Kirche, obwohl diese zuvor durch Gottfried von Werpen befestigt worden war. Nachdem das Verdener Domkapitel Daniel von Wichtrich als rechtmäßigen Verdener Bischof anerkannt hatte, ließ dieser die Kirche wieder instand setzen und dabei sein Wappen in eines der neuen Kirchenfenster einarbeiten.

### Dreißigjähriger Krieg
Während des Dreißigjährigen Kriegs brannte 1626 neben dem Pfarrhaus auch der damalige Kirchturm ab. Durch die Hitze des Feuers schmolz auch sein Geläut – bestehend aus einer großen und einer kleinen Glocke. 1646 wurde der Kirchturm wiederhergestellt und erhielt dabei auch eine neue, große Glocke. 1652 erfolgte dann der Neuguss und die Installation einer kleinen Glocke.
Im Zuge der Kämpfe während des Nordischen Kriegs von 1674 bis 1679 wurde der Kirchhof gegen schwedische Truppen zur Schanze ausgebaut und das Kirchengebäude als Wachhaus genutzt. Erst zwölf Jahre nach Ende des Krieges erfolgte 1692 der Neubau des vor 66 Jahre zerstörten Pfarrhauses.

### Neubau
Als im Jahr 1754 das alte Kirchengebäude für die stetig gewachsene Kirchengemeinde zu klein und darüber hinaus auch baufällig geworden war, begann auf Betreiben des Pastors Adolph Johann von Finckh die Planung eines Kirchenneubaus. Zur Mitfinanzierung dieses Vorhabens wurde ein sogenanntes Kirchenstuhlrecht beschlossen. Dies erlaubte Mitgliedern der Kirchengemeinde, einen festen Sitzplatz in der Kirche mit entsprechender namentlicher Kennzeichnung zu erwerben. Am 17. März 1755 wurde die alte Kirche zugunsten eines Neubaus abgebrochen. Schon am 14. April desselben Jahres erfolgte die Grundsteinlegung für das Gebäude an der heutigen Stelle, das 867 Gläubigen Platz bieten sollte. Unter der Leitung des Maurermeisters Christian Goetze aus Wischhafen wurde er im Oktober 1757 fertiggestellt und am Michaelistag des folgenden Jahres (29. September 1758) eingeweiht. Zu den Kosten des Kirchenneubaus existieren zwei unterschiedliche Aufstellungen. Während eine davon 5686 Reichstaler angibt, weist die andere 7329,39 Reichstaler aus. Bereits um die Jahresmitte 1757 waren Schadstellen an der großen und der 1718 durch einen Stader Glockengießer gefertigten mittleren Glocke festgestellt worden, die einen Neuguss noch im selben Jahr erforderlich machten.
Ab 1765 wurde zudem der heutige Kirchturm errichtet. Nach Abschluss der Arbeiten im Juni 1766 waren dafür Kosten in Höhe 4.215 Reichstalern angefallen. In den folgenden rund 150 Jahren wurden keine grundlegenden Baumaßnahmen, sondern nur kleinere Verschönerungsarbeiten am Kirchengebäude vorgenommen. 1778 wurde der Kirchturm weiß gestrichen und ein Windfang vor dem Hauptportal errichtet – das sogenannte Brauthaus, das jedoch 1898 wieder abgerissen wurde. Nachdem 1800 der Kirchendachstuhl erneuert worden war, erhielt der Bau von Juli bis September 1838 einen neuen Innenanstrich, dem 1844 die Vergoldung des Kirchturmaufsatzes folgte. 1851 wurde dann die alte Kirchturmuhr aus dem Jahr 1688 durch ein neues Modell ersetzt, das 1914 noch einmal überholt wurde.
Der Kirchenbau überstand die Zeit des Zweiten Weltkriegs unbeschadet. Aufgrund einer Kriegsverordnung mussten im Februar 1942 zwar die große und die mittlere Glocke als kriegswichtiges Material der Rüstungsindustrie überlassen werden, doch nach Kriegsende erfolgte durch die britische Besatzungsmacht im April 1948 und im Juli 1949 ihre unversehrte Rückgabe an die Scheeßeler Kirchengemeinde.

### Renovierung

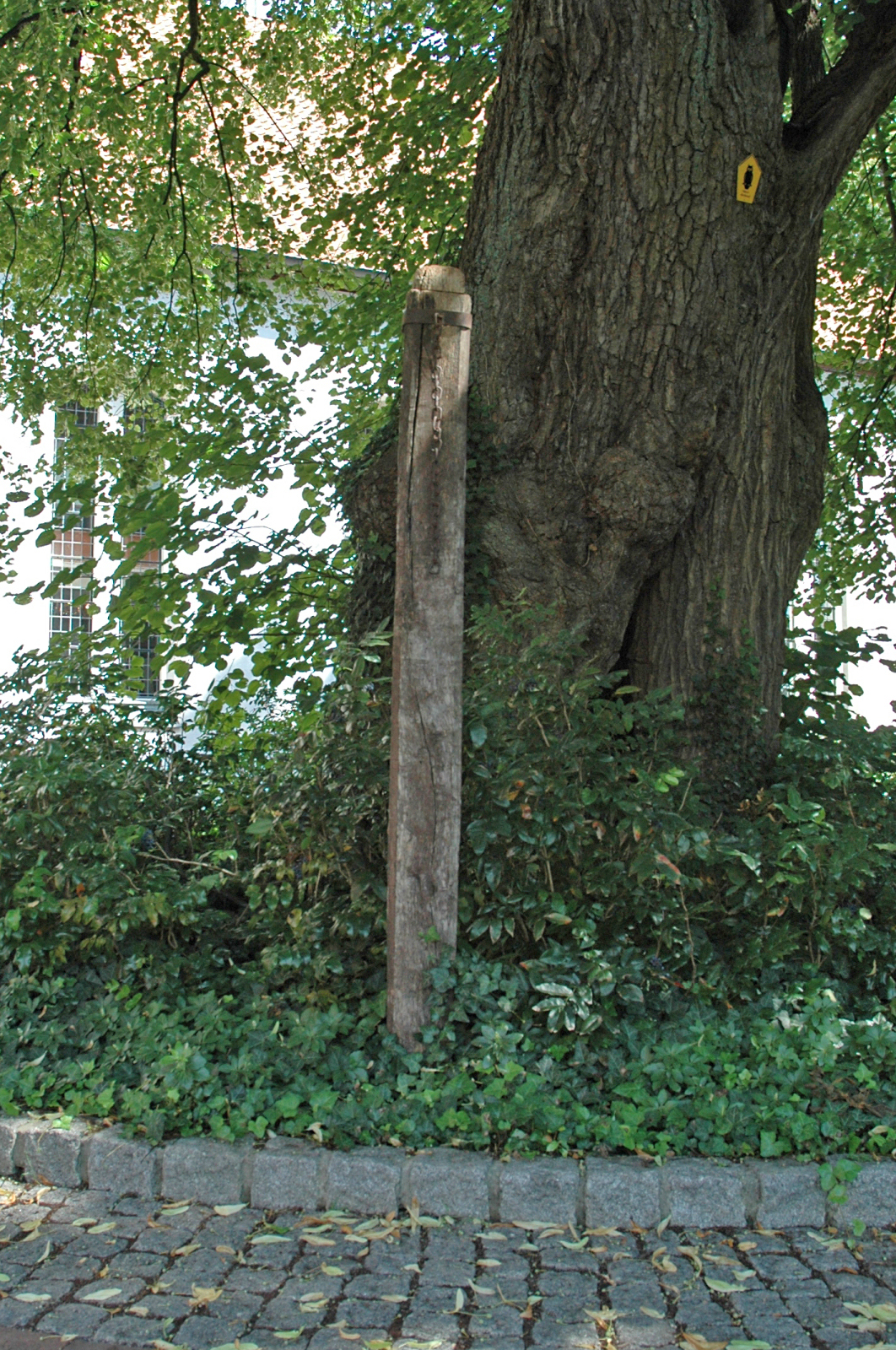
Nachbildung des Schandpfahls

Nachdem erst 1951 der Kirchturm mit Holzschindeln neu eingedeckt worden war, wurde der gesamte Bau im April 1955 anlässlich der bevorstehenden 1150-Jahr-Feier Scheeßels erstmals restauriert. Damit waren wesentliche bauliche Veränderungen im Inneren der Kirche verbunden. Unter anderem wurde das Altarbild restauriert und ein neues Taufbecken aufgestellt. Dazu kam neben einem neuen Innenanstrich auch die Erneuerung des gesamten Kirchengestühls, die mit der inoffiziellen Abschaffung der namentlichen Sitzordnung und somit des Kirchstuhlrechts von 1757 verbunden war. Die offizielle Aufhebung des Rechts erfolgte jedoch erst 1956.
In der Zeit von 1959 bis 1960 erhielt Scheeßel ein neues Pfarrhaus. Das alte Gebäude aus dem Jahr 1692 wurde abgerissen und durch einen Neubau ersetzt, der an selben Stelle wie sein Vorgänger errichtet wurde, um Auflagen des Denkmalschutzes nachzukommen. Zeitgleich wurde ein Anbau von 1752 umgebaut. 1983 wurden Renovierungsarbeiten im Kircheninneren vorgenommen, ehe in der Zeit von Oktober 1988 bis Januar 1990 gründliche Instandsetzungsarbeiten am Äußeren folgten. Dabei wurde nicht nur das Holzdach des Kirchturms durch ein Kupferdach ersetzt, sondern die gesamte Kirche neu verputzt und mit einem weißen Anstrich versehen.
Anfang der 1990er Jahre wurde eine Nachbildung des einstigen Schandpfahls auf dem Kirchplatz aufgestellt, obwohl dies nicht auf ungeteilte Zustimmung bei der Scheeßeler Bevölkerung stieß. Früher hatte dieser Pfahl am Zuweg zur Kirche als öffentlicher Pranger gedient, an dem „Sünder“ am Hals angekettet öffentlich zur Schau gestellt wurden, ehe er 1945 vom Kirchhof entfernt worden war.
Aus Anlass der 1200-Jahr-Feier Scheeßels folgten 2004 weitere Erhaltungs- und Sanierungsmaßnahmen am Kirchengebäude. Dabei wurde auch der Kirchenvorplatz neu gestaltet.

## Grabstätten
Bis zur Anlage eines separaten Friedhofs im Jahr 1847 wurden Verstorbene auf dem die Kirche umgebenden Kirchhof bestattet. Auffälligstes Grabmal auf dem Hof war das nördlich des Kirchengebäudes stehende Mausoleum der Lauenbrücker Grafen von Bothmer, das als Erbbegräbnisstätte der Familie diente. 1698 durch Julius von Bothmer errichtet, wurde es jedoch 1894 abgebrochen, nachdem der Familie erlaubt worden war, in Lauenbrück eine neue Erbbegräbnisstätte zu errichten.
Im Inneren der Kirche existiert an deren Nordseite die Erbbegräbnisstätte der Hamburger Familie Löwen, ehemals Eigentümerin des Ritterguts Veerse. 1908 war noch ihre vollständige Grabplatte erhalten. Heute existiert davon nur noch die 52 × 40 Zentimeter große Bronzeplatte, die seit 1955 an der nördlichen Längsmauer angebracht ist.
Bis zu einem Verbot von Begräbnissen innerhalb von Kirchen in den Herzogtümern Bremen und Verden im Jahr 1792 waren außerdem neun Adelige und Pastoren vor dem Altar beigesetzt worden. Durch eine Ausnahmegenehmigung durfte 1797 noch Pastor Adolph Johann von Finckh als letztes Scheeßeler Gemeindemitglied im Gebäude bestattet werden.

## Gerichtslinde

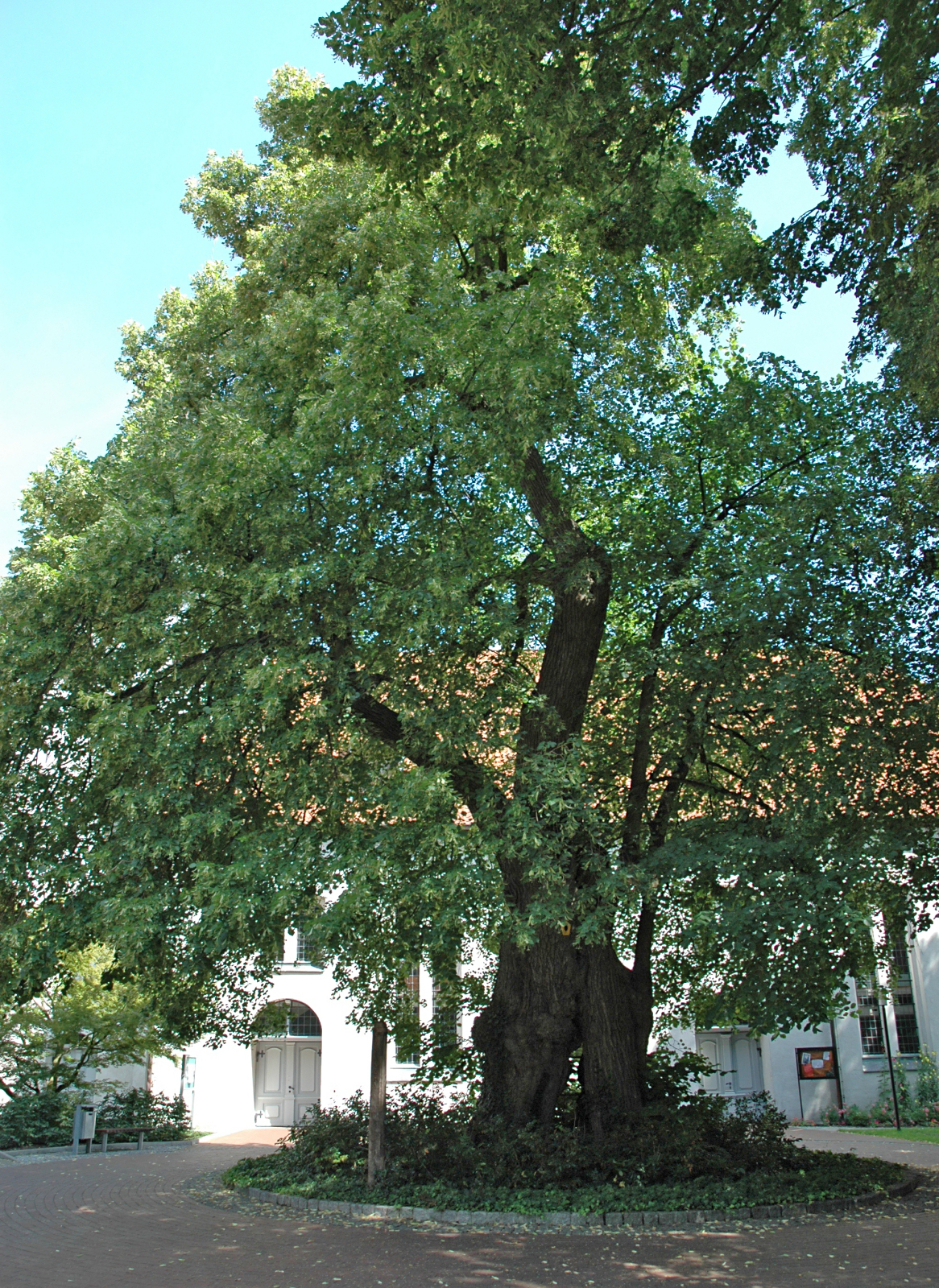
Die Gerichtslinde (2007)

Auf dem Scheeßeler Kirchplatz steht mit einer mindestens 600 bis 650 Jahre alten Winterlinde – Gerichtslinde genannt – einer der ältesten Bäume Deutschlands. Sie besitzt einen hohlen, gespaltenen Stamm und einen Kronendurchmesser von rund 16 Metern. 1959 wies sie derart große Verfallserscheinungen auf, dass sie bis Oktober 1960 restauriert werden musste, um sie unter denkmaltechnischen Gesichtspunkten zu konservieren.
Schon seit 1935 steht sie als Naturdenkmal unter Denkmalschutz und erinnert an die ab 1288 an diesem Ort abgehaltenen Gogerichte, die später durch Landgerichte abgelöst wurden.